# Жоли, Альберт
Альберт Жоли, также Альберт Джолис (англ. Albert Jolis; 1912—2000) — американский предприниматель, сотрудник спецслужб и антикоммунистический политик. Директор алмазодобывающей компании Diamond Distributors, Inc. Сотрудник Управления стратегических служб в годы Второй мировой войны. Активный участник антисоветского противостояния в период Холодной войны, один из руководителей Интернационала сопротивления.

## Алмазный бизнес

### Фирма алмазодобычи
Родился в семье владельца алмазодобывающей фирмы Diamond Distributors, Inc Джека Жоли. Фирма занималась, в частности, добычей алмазов во французской колонии Убанги-Шари. Альберт Жоли унаследовал фирму, занял пост директора, расширил деятельность, приобрёл известность в мире алмазного бизнеса. Поддерживал тесные связи с президентом Центральноафриканской Республики Жаном Беделем Бокассой.

### Бриллиант Бокассы
В 1976 году Бокасса провозгласил себя императором Центральноафриканской империи и потребовал от Альберта Жоли изыскать для коронации кольцо с «подобающе» крупным бриллиантом. Жоли не имел средств для приобретения достаточно крупного камня. Он использовал низкосортный алмаз мелкокристаллической породы чёрного цвета, напоминающий очертания Африки на карте. Жоли приказал обработать этот алмаз и вставить в большое кольцо. Место, которое примерно соответствовало положению Центральноафриканской империи в Африке, было украшено бесцветным бриллиантом массой 1/4 карата. Поделка, цена которой не превышала 500 долларов была представлена Бокассе как «уникальный бриллиант» стоимостью более 500 тысяч долларов. После свержения Бокасса взял «уникальный бриллиант» в изгнание, и Жоли цинично не рекомендовал его продавать.

## Спецслужбы и политика
Компания Diamond Distributors, Inc поддерживала тесные связи со спецслужбами США. Во время Второй мировой войны Альберт Жоли служил в Управлении стратегических служб (УСС). Его руководителем был директор УСС Уильям Донован, оперативным напарником — Уильям Кейси, будущий директор ЦРУ в администрации Рональда Рейгана.
Со второй половины 1940-х Альберт Жоли переключился на антикоммунистическое и антисоветское противостояние. Сотрудничал с Джорджем Оруэллом, участвовал в деятельности Международного комитета спасения, помогавшего беженцам из стран Восточной Европы, КНР, ДРВ, Кубы.
С середины 1980-х Альберт Жоли активно участвовал в деятельности международной антикоммунистической организации Интернационал сопротивления (ИС). Возглавлял оперативное правление, организовывал финансирование ИС. Способствовал созданию Американского фонда Интернационала сопротивления, в который вошли такие видные политики, как заместитель министра обороны США Ричард Перл и постоянный представитель США в ООН Джин Киркпатрик. Подключение Альберта Жоли резко активизировало ИС. Особое внимание он уделял политическим операциям ИС в Африке, Азии и Латинской Америке.

Это был высокий лысоватый господин лет пятидесяти-шестидесяти с хитро прищуренными глазками. Джолис, у которого был довольно крупный бизнес в области промышленных алмазов, был нашим «шнорером», то есть искал для нас — и весьма успешно — частные фонды в США (у ИС никогда не было государственного американского финансирования)… Максимов, в отличие от Буковского, был уверен в принадлежности Джолиса к ЦРУ, хотя доказательств тому не было… Наши европейские мероприятия явно интересовали Джолиса меньше, чем операции в Третьем мире.

## Последние годы
С конца 1980-х, на фоне глобальных международных перемен прекратилась активная деятельность ИС. Альберт Жоли также отошёл от практических дел. В 1997 году была издана его книга A Clutch of Red Diamonds.
Скончался Альберт Жоли в 2000 году.